# Chiesa di Santo Stefano (Lumarzo)
La chiesa di Santo Stefano è un luogo di culto cattolico situato nella frazione di Pannesi nel comune di Lumarzo, nella città metropolitana di Genova. La chiesa è sede della parrocchia omonima del vicariato della Val Fontanabuona della diocesi di Chiavari.

## Storia e descrizione
L'edificio venne citato per la prima volta in un documento del 1143 inerente al catalogo delle decime come cappella di Pannesi. Documenti notarili citano la chiesa ancora nel 1224, forse per l'istituzione della parrocchia che fino ad allora era assoggettata alla pieve di Sant'Ambrogio di Uscio e che aveva tra le sue dipendenze anche la comunità di Santa Maria Maddalena di Lumarzo.
Nel 1582 la chiesa venne citata nella visita apostolica di monsignor Francesco Bossi; al 1621 risale il distacco della comunità di Lumarzo da Santo Stefano di Pannesi per decreto del cardinale di Genova Stefano Durazzo. È sede di Prevostura dal 1885.
La struttura è ad unica navata, allungata di due metri nel 1864, con la presenza di tre altari. Il campanile è stato edificato nel 1668 e originariamente dotato di due campane; la terza fu aggiunta nel corso dell'Ottocento.
Tra il 2018 e il 2022 la chiesa è stata interessata da importanti lavori di restauro, ristrutturazione e consolidamento dell'intera struttura.
Sempre nella frazione è presente un'antica cappella, detta di "Berte", dove è conservata una targa in ricordo dei martiri della Resistenza italiana.